# موزه دلوپرا دل‌دوئومو (فلورانس)

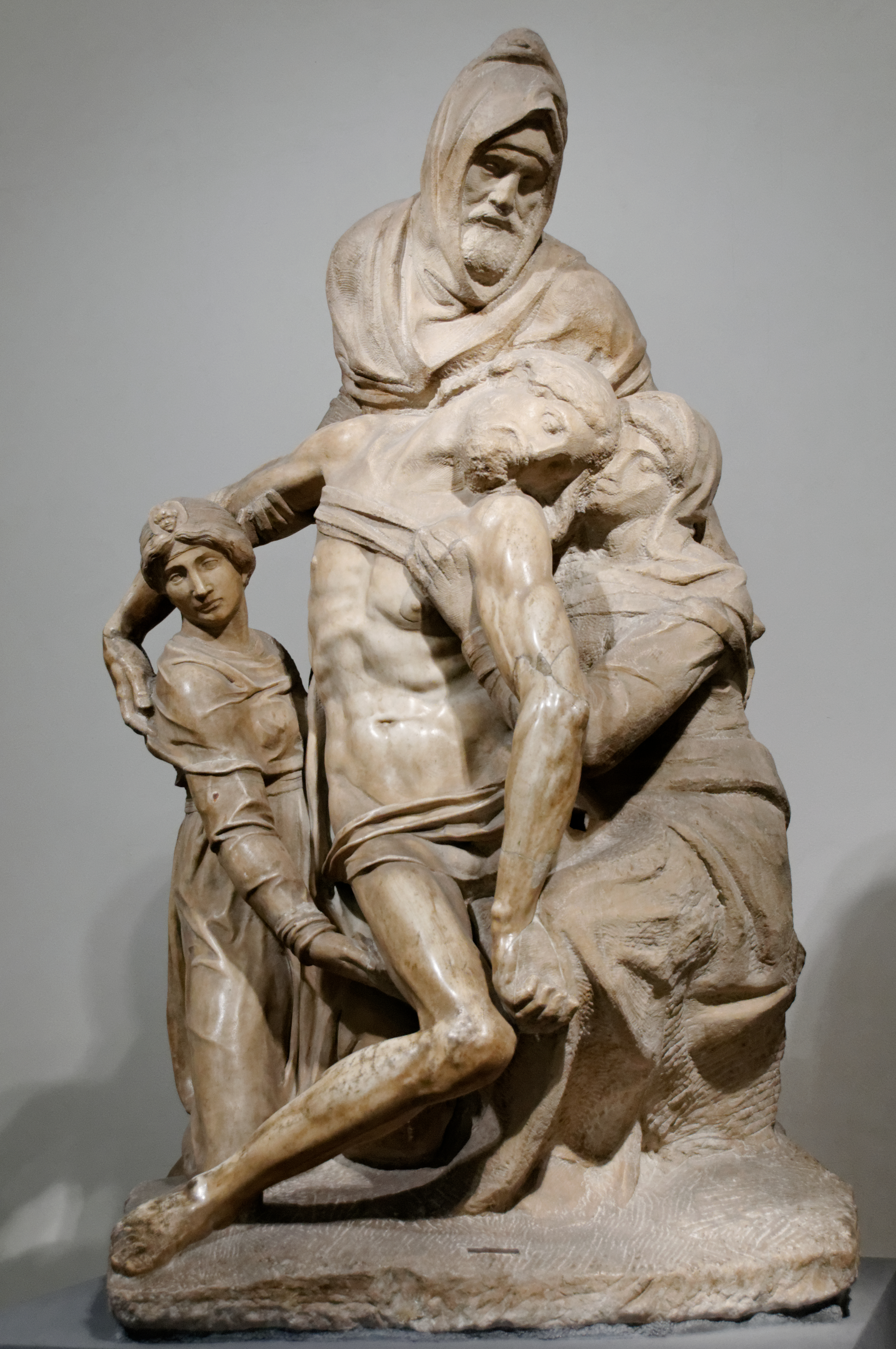
پیه‌تا باندینی, ۱۵۴۷–۱۵۵۵, اثرمیکلانژ، در موزه به نمایش گذاشته شده‌است.

موزه دلوپرا دل‌دوئومو (فلورانس) (به ایتالیایی: Museo dell'Opera del Duomo (Florence))، (موزه آثار کلیسای جامع) (به انگلیسی: Museum of the Works of the Cathedral) در فلورانس ایتالیا، موزه‌ای است که شامل بسیاری از آثار اصلی هنری کلیسای جامع سانتا ماریا دل فیوره است که برای کلیسای جامع (دوئومو) فلورانس ایجاد شده‌است.
این موزه درست در شرق دوئومو، در نزدیکی سقف گنبدی آن واقع شده‌است. در سال ۱۸۹۱ افتتاح شد و اکنون سراهای آن «یکی از مهمترین مجموعه‌های مجسمه جهان» است.